# Michael Collins
 For alternative betydninger, se Michael Collins (flertydig). (Se også artikler, som begynder med Michael Collins)
Michael Collins (16. oktober 1890 – 22. august 1922 Micheál Ó Coileáin på irsk) var en irsk frihedskæmper og politiker. Han var leder af den forhandlingsdelegation, der forhandlede den irske selvstændighed igennem med det britiske styre, og han blev kraftigt kritiseret for at have givet køb på den irske enhed ved at acceptere, at Nordirland forblev britisk. Michael Collins var med i påskeoprøret i Dublin i 1916. I 1918 stiftede han IRA – Irish Republican Army. Han er kendt for planlægningen af mordet på 12 britiske G-mænd. Han blev skudt og døde i et bagholdsangreb i Cork 22. august 1922 i en alder af 31 år.

## Tidlige år
Collins var født i Sam's Cross ved Clonakilty i County Cork i Irland og var den 3. søn og den yngste af otte børn. Selvom mange biografier sætter hans fødselsdag som d. 16 Oktober 1890, står der på hans gravsten d. 12 Oktober 1890.
Hans familie, muintir Uí Choileáin, var engang greve af Uí Chonaill ved Limerick, men ligesom mange irske jordejere, blev de frataget deres land og degraderet til landmænd. Dog gjorde deres farm på 0.6 km² dem rigere og bedre stillet end de fleste af 1900-tallets irske landmænd. Michaels ældste søster, Helena, blev nonne, og var kendt som søster Mary Celestine; hun var skolelærer i London. 